# کاتسلووو
کاتسلووو (به بلغاری: Katselovo) یک منطقهٔ مسکونی در بلغارستان است که در استان روسه واقع شده‌است.
 کاتسلووو ۴۷٫۱۶۱ کیلومتر مربع مساحت و ۶۶۳ نفر جمعیت دارد.